# Jessica Abudinen
Jessica Paola Abudinen Readi (née le 14 mars 1980 à Santiago), est une journaliste et animatrice de télévision chilienne.

## Filmographie

### Émissions
- Extra Jóvenes (Chilevisión) : Présentatrice
- 1999-2004 : El club de los tigritos (Chilevisión) : Présentatrice
- 2002-2004 : El Club del Clan (Chilevisión) : Présentatrice
- 2004-2007 : Tigritos (Chilevisión) : Présentatrice
- 2007 : +kotas (TVO) : Présentatrice
- 2008 : Yingo (Chilevisión) : Jury
- 2009 : Mira quién habla (Mega) : Commentatrice
- 2009-2010 : Zona de Estrellas (Zona Latina) : Présentatrice
- 2010-2012 : Xpress (Vía X) : Présentatrice
- 2010 : Cadena nacional (Vía X) : Présentatrice remplacement
- 2011-2012 : Collage (Vía X) : Présentatrice